# Никола Вучков (Буф)
Никола Вучков Костов е български общественик от Македония, борец за църковна независимост.

## Биография
Никола Вучков (на местния диалект Въчков) е роден през 1865 година в леринското село Буф, тогава в Османската империя. Участва в борбата за самостоятелна българска църква и образование, като донася в селото първите книги на български и спомага за отварянето на българската църква и училище, като първоначално българското училище се помещава в дома му. През 1893 година се преселва в България, където в продължение на 17 години живее във Враца и работи като чиновник в Български пощи. През 1912 година по време на Балканската война е доброволец в Македоно-одринското опълчение и е командир на отряд. През Първата световна война е отново доброволец и заема длъжността на полицейски началник в Битоля. По-късно е пленен и заедно с други българи прекарва 10 месеца в затвор в Солун.
Някои от неговите наследници емигрират в Новия свят: в Канада синът му Тодор Н. Вучков и внуците Сотир Павлов и Марко Павлов, в САЩ дъщеря му Катя и зетят Атанас, както и братовият му син Андон Петров. Много негови наследници остават в България и Егейска Македония. Синът му Филип Вучков е виден български духовник и революционен деец.